# 1909 (numero)
Millenovecentonove (1909) è il numero naturale dopo il 1908 e prima del 1910.

## Proprietà matematiche
- È un numero dispari.
- È un numero composto da 4 divisori: 1, 23, 83, 1909. Poiché la somma dei suoi divisori (escluso il numero stesso) è 107 < 1909, è un numero difettivo.
- È un numero semiprimo.
- È un numero palindromo e un numero ondulante nel sistema posizionale a base 13 (B3B).
- È un numero nontotiente in quanto dispari e diverso da 1.
- È un numero congruente.
- È un numero malvagio.
- È un numero intero privo di quadrati.
- È parte delle terne pitagoriche (1909, 3180, 3709), (1909, 21912, 21995), (1909, 79212, 79235), (1909, 1822140, 1822141).

## Astronomia
- 1909 Alekhin è un asteroide della fascia principale del sistema solare.

## Astronautica
- Cosmos 1909 è un satellite artificiale russo.